# Серино
Серино (італ. Serino) — муніципалітет в Італії, у регіоні Кампанія,  провінція Авелліно.
Серино розташоване на відстані близько 240 км на південний схід від Рима, 55 км на схід від Неаполя, 11 км на південний схід від Авелліно.
Населення — 7013 осіб (2014).
Щорічний фестиваль відбувається 7 квітня. Покровитель — San Francesco.

## Демографія
Населення за роками:

Станом на 1 січня 2023 року в муніципалітеті офіційно проживало 360 іноземців з 33 країн, серед них 43 громадяни країн Євросоюзу та 59 громадян України.

## Сусідні муніципалітети
- Аєлло-дель-Сабато
- Кальваніко
- Джиффоні-Валле-П'яна
- Монтелла
- Сан-Мікеле-ді-Серино
- Санта-Лучія-ді-Серино
- Санто-Стефано-дель-Соле
- Солофра
- Вольтурара-Ірпіна